# 陳顯道
陈显道（？—？），四川重庆府合州铜梁县人，明朝政治人物。

## 生平
万历二十九年（1601年）辛丑科進士，初授推官，擢吏部稽勋司主事，四十年起復为验封司主事，升考功郎中，为亓诗教所逼离职。